# Ioan Grigoraș
Ioan Grigoraș (* 7. Januar 1963 in Băcâia bei Geoagiu) ist ein ehemaliger rumänischer Ringer.

## Biografie
Ioan Grigoraș konnte bei den Weltmeisterschaften 1985 in Budapest die Silbermedaille gewinnen. Bei den Europameisterschaften 1990 gewann er Bronze und 1992 Silber. Bei den Olympischen Sommerspielen 1992 in Barcelona vertrat er Rumänien im Superschwergewicht im griechisch-römischen Stil und gewann eine Bronzemedaille.